# Quinto Laberio Liciniano
Quinto Laberio Liciniano (en latín: Quintus Laberius Licinianus) fue un senador romano, que vivió en el siglo II, y desarrolló su cursus honorum bajo los reinados de Adriano, Antonino Pío, y Marco Aurelio. 

## carrera política
Por un diploma militar, que está fechado el 7 de septiembre del año 144, se tiene constancia de que Liciniano fue cónsul sufecto en el año 144 junto con Lucio Venuleyo Aproniano Octavio Prisco.